# Lukare (Pristina)
Pour l’article homonyme, voir Lukare.
Llukar en albanais et Lukare en serbe latin (en serbe cyrillique : Лукаре) est une localité du Kosovo située dans la commune/municipalité de Pristina, district de Pristina (Kosovo) ou district de Kosovo (Serbie). Selon le recensement kosovar de 2011, elle compte 1 579 habitants, tous albanais.

## Démographie

### Évolution historique de la population dans la localité
| 1948 | 1953 | 1961 | 1971 | 1981 | 1991 | 2011  |
| ---- | ---- | ---- | ---- | ---- | ---- | ----- |
| 316  | 369  | 429  | 531  | 646  | 720  | 1 579 |

|  |